# Жерники (Каліський повіт)
Жерники (пол. Żerniki) — село в Польщі, у гміні Блізанув Каліського повіту Великопольського воєводства.
Населення — 287 осіб (2011).
У 1975-1998 роках село належало до Каліського воєводства.

## Демографія
Демографічна структура станом на 31 березня 2011 року:
|          | Загалом | Допрацездатний вік | Працездатний вік | Постпрацездатний вік |
| -------- | ------- | ------------------ | ---------------- | -------------------- |
| Чоловіки | 138     | 30                 | 95               | 13                   |
| Жінки    | 149     | 31                 | 89               | 29                   |
| Разом    | 287     | 61                 | 184              | 42                   |